# Xuân Dương, Thường Xuân
Xuân Dương là một xã thuộc huyện Thường Xuân, tỉnh Thanh Hóa, Việt Nam.
Xã Xuân Dương có diện tích 7,44 km², dân số năm 1999 là 4958 người, mật độ dân số đạt 666 người/km².
Xã Xuân Dương gồm có 6 thôn: Thống Nhất 1, Thống Nhất 2, Thống Nhất 3, Tân Lập, Xuân Thịnh, Vụ Bản. Xã Xuân Dương gồm các làng: Làng Hún, làng Mấc, làng Thịnh, làng Vò.